# 2013년 일본 시리즈
2013년 일본 시리즈(일본어: 2013年の日本シリーズ, 영어: 2013 Japan Series) 또는 코나미 일본 시리즈 2013(コナミ日本シリーズ2013)은 2013년 10월 26일부터 11월 3일까지 열린 제64회 일본 프로 야구 일본 시리즈 경기이다. 퍼시픽 리그 클라이맥스 시리즈 우승팀 도호쿠 라쿠텐 골든이글스가 총 7차례의 접전을 펼친 끝에 센트럴 리그 클라이맥스 시리즈 우승팀 요미우리 자이언츠를 누르고 4승 3패의 성적을 기록, 창단 이후 첫 우승을 차지했다.

## 개요
이번 대회도 전년도와 마찬가지로 게임 소프트 회사인 코나미 주식회사(현: 코나미 홀딩스 주식회사)가 타이틀 스폰서로서 ‘KONAMI 일본 시리즈 2013’이라는 이름으로 개최됐다. 또한 코나미는 금년도를 끝으로 타이틀 스폰서에서 손을 뗐고, 이듬해부터 미쓰이스미토모 은행이 타이틀 스폰서가 됐다.
라쿠텐은 창단한 지 9년 만에 처음으로 일본 시리즈에 진출했고 연고지인 미야기 구장(K스타 미야기)에서의 첫 일본 시리즈가 개최됐다. 요미우리는 현존한 퍼시픽 리그 6구단을 상대로 모두 일본 시리즈에서 맞붙었는데 해체된 오사카 긴테쓰 버펄로스와도 맞붙은 적이 있어 요미우리가 일본 시리즈에서 맞대결한 것은 라쿠텐에서 7구단째다.
라쿠텐은 4승 3패의 성적으로 일본 시리즈 정상에 올랐다. 창단한 지 9년 만에 일본 시리즈에서 우승한 사례는 마이니치 오리온스의 1년째, 니시테쓰 라이온스의 6년째에 이은 가장 빠른 기록이다. 라쿠텐 감독 호시노 센이치는 감독으로서 4번째로 일본 시리즈에 출전하여 생애 첫 일본 시리즈 우승을 경험했다. 호시노는 주니치에서 현역 선수로 있던 시절에 일본 시리즈 우승 경험이 없었던 데다가 주니치 감독(1988년, 1999년), 한신 감독(2003년) 시절에도 우승 경험은 없었지만 라쿠텐 감독으로서 40년 야구 인생의 숙원을 풀었다. 더욱이 호시노에게 있어서 이 해의 일본 시리즈가 생애 마지막 출전이 됐다.
금년도 일본 시리즈에서 라쿠텐이 우승한 것을 계기로 현존하는 전체 12구단이 한 번은 일본 시리즈 정상에 오르는 경험을 했고, 퍼시픽 리그에서는 현존한 전체 구단이 헤이세이 시대 30년간 중에 일본 시리즈 우승을 경험한 모양새가 됐다. 또한 퍼시픽 리그 구단은 그 해부터 2020년까지 일본 시리즈 8연패를 달성하게 됐다.
요미우리는 1934년에 창단, 라쿠텐은 2004년 시즌 종료 후에 창단하여 현존하는 구단에서는 최고(요미우리)와 최신(라쿠텐)의 구단에 의한 맞대결이기도 하다.

## 감독
| 소속 리그   | 소속                     | 감독          |
| ----------- | ------------------------ | ------------- |
| 센트럴 리그 | 요미우리 자이언츠        | 하라 다쓰노리 |
| 퍼시픽 리그 | 도호쿠 라쿠텐 골든이글스 | 호시노 센이치 |

## 개최 구장
| 요미우리 자이언츠   | 도호쿠 라쿠텐 골든이글스          |
| ------------------- | --------------------------------- |
| 도쿄 돔             | 일본제지 클리넥스 스타디움 미야기 |
| 수용 인원: 46,000명 | 수용 인원: 31,272명               |
|                     |                                   |
| 도쿄 돔K스타 미야기 |                                   |

## 클라이맥스 시리즈경기 결과
|  | 클라이맥스 시리즈 1st             | 클라이맥스 시리즈 1st |                                                     |       | 클라이맥스 시리즈 파이널      | 클라이맥스 시리즈 파이널 |                                      |         | 일본 시리즈 | 일본 시리즈 |
|  |                                   |                       |                                                     |       |                               |                          |                                      |         |             |             |
|  |                                   |                       |                                                     |       |                               |                          |                                      |         |             |             |
|  |                                   |                       |                                                     |       |                               |                          |                                      |         |             |             |
|  |                                   |                       |                                                     |       |                               |                          |                                      |         |             |             |
|  |                                   |                       | (6전 4선승제〈어드밴티지 1승을 포함〉) 도쿄 돔      |       |                               |                          |                                      |         |             |             |
|  |                                   |                       |                                                     |       |                               |                          |                                      |         |             |             |
|  | 요미우리 자이언츠(CL 우승)        | ☆○○○                  |                                                     |       |                               |                          |                                      |         |             |             |
|  | 요미우리 자이언츠(CL 우승)        | ☆○○○                  | (3전 2선승제) 한신 고시엔 구장                      |       |                               |                          |                                      |         |             |             |
|  |                                   |                       | 히로시마 도요 카프                                  | ★●●●  |                               |                          |                                      |         |             |             |
|  | 한신 타이거스(CL 2위)             | ●●                    | 히로시마 도요 카프                                  | ★●●●  |                               |                          |                                      |         |             |             |
|  | 한신 타이거스(CL 2위)             | ●●                    | (7전 4선승제) K스타 미야기 도쿄 돔                  |       |                               |                          |                                      |         |             |             |
|  | 히로시마 도요 카프(CL 3위)        | ○○                    |                                                     |       |                               |                          |                                      |         |             |             |
|  | 히로시마 도요 카프(CL 3위)        | ○○                    |                                                     |       | 요미우리 자이언츠(CL CS 우승) | ○●●○●○●                  |                                      |         |             |             |
|  |                                   |                       |                                                     |       | 요미우리 자이언츠(CL CS 우승) | ○●●○●○●                  |                                      |         |             |             |
|  |                                   |                       |                                                     |       |                               |                          | 도호쿠 라쿠텐 골든이글스(PL CS 우승) | ●○○●○●○ |             |             |
|  |                                   |                       |                                                     |       |                               |                          | 도호쿠 라쿠텐 골든이글스(PL CS 우승) | ●○○●○●○ |             |             |
|  |                                   |                       | (6전 4선승제〈어드밴티지 1승을 포함〉) K스타 미야기 |       |                               |                          |                                      |         |             |             |
|  |                                   |                       |                                                     |       |                               |                          |                                      |         |             |             |
|  | 도호쿠 라쿠텐 골든이글스(PL 우승) | ☆○●○○                 |                                                     |       |                               |                          |                                      |         |             |             |
|  | 도호쿠 라쿠텐 골든이글스(PL 우승) | ☆○●○○                 | (3전 2선승제)세이부 돔                              |       |                               |                          |                                      |         |             |             |
|  |                                   |                       | 지바 롯데 마린스                                    | ★●○●● |                               |                          |                                      |         |             |             |
|  | 사이타마 세이부 라이온스(PL 2위)  | ●○●                   | 지바 롯데 마린스                                    | ★●○●● |                               |                          |                                      |         |             |             |
|  | 사이타마 세이부 라이온스(PL 2위)  | ●○●                   |                                                     |       |                               |                          |                                      |         |             |             |
|  | 지바 롯데 마린스(PL 3위)          | ○●○                   |                                                     |       |                               |                          |                                      |         |             |             |
|  | 지바 롯데 마린스(PL 3위)          | ○●○                   |                                                     |       |                               |                          |                                      |         |             |             |

☆·★=클라이맥스 시리즈·파이널의 어드밴티지 1승 1패분

## 경기 일정
2013년 10월 9일에 일본 야구 기구에서 공식 발표됐다.
- 1차전 : 10월 26일(일본제지 클리넥스 스타디움 미야기)
- 2차전 : 10월 27일(일본제지 클리넥스 스타디움 미야기)
- 3차전 : 10월 29일(도쿄 돔)
- 4차전 : 10월 30일(도쿄 돔)
- 5차전 : 10월 31일(도쿄 돔)
- 6차전 : 11월 2일(일본제지 클리넥스 스타디움 미야기)
- 7차전 : 11월 3일(일본제지 클리넥스 스타디움 미야기)
- 경기는 1·2·6·7차전을 퍼시픽 리그 클라이맥스 시리즈 우승 팀 라쿠텐이, 3·4·5차전을 센트럴 리그 클라이맥스 시리즈 우승 팀 요미우리의 홈구장에서 모두 야간 경기로 치렀다.
- 우천 등의 이유로 취소된 경우에는 그 구장에서 순연하는 것으로 하고 아래와 같은 일정으로 실시한다.

1. 1, 2차전에서 취소된 경우에는 그 구장에서 순연으로 하여 이동일을 하루 끼고 3차전을 실시하지만 5차전과 6차전의 사이의 이동일은 넣지 않는다.
2. 3차전 이후에 취소된 경우에는 그 구장에서 순연으로 하고 5차전과 6차전 사이의 이동일은 넣지 않는다.
3. 7차전에서 승부가 나지 않았을 경우 11월 4일(연기되는 경우에는 7차전 다음날)에 퍼시픽 리그 홈구장에서 8차전을 개최, 그래도 승부가 나지 않았을 경우에는 이동일을 하루 끼고 11월 6일(또는 8차전의 이틀 후)에 9차전을 센트럴 리그 홈구장에서 개최한다.

- 퍼시픽 리그의 연고지 구장에 한해 지명타자(DH) 제도가 도입된다.
- 양팀 감독의 합의에 의해 일본 시리즈에서는 2005년 지바 롯데 마린스-한신 타이거스 이래 8년 만이자 세 번째가 되는 예고 선발(양팀 감독에 의한 신사협정)이 이뤄졌다.
- 연장전의 경우 7차전까지는 15회까지, 무승부가 생긴 관계로 8차전 이후에도 경기를 할 경우에는 횟수 무제한으로 실시한다.
- 우승 팀에게는 그해 11월 대만에서 열리는 2013년 아시아 시리즈의 출전권이 주어진다.
- 2010년 이래 3년 만에 야외 구장에서의 경기를 하게 됐다.

## 개최 구장과 개시 시각
- 일본제지 클리넥스 스타디움 미야기[4][5]

4경기 모두 18시 30분에 시작됐다.
- 도쿄 돔

3경기 모두 18시 15분에 시작됐다.

## 경기 기록
| 일시                                    | 경기   | 원정팀(선공)             | 스코어 | 홈팀(후공)               | 개최 구장                         | 개시 시각 | 경기 시간  | 관중수   |
| --------------------------------------- | ------ | ------------------------ | ------ | ------------------------ | --------------------------------- | --------- | ---------- | -------- |
| 10월 26일(토)                           | 1차전  | 요미우리 자이언츠        | 2 - 0  | 도호쿠 라쿠텐 골든이글스 | 일본제지 클리넥스 스타디움 미야기 | 18시 35분 | 3시간 20분 | 25,209명 |
| 10월 27일(일)                           | 2차전  | 요미우리 자이언츠        | 1 - 2  | 도호쿠 라쿠텐 골든이글스 | 일본제지 클리넥스 스타디움 미야기 | 18시 33분 | 3시간 16분 | 25,219명 |
| 10월 28일(월)                           | 이동일 | 이동일                   | 이동일 | 이동일                   | 이동일                            | 이동일    | 이동일     | 이동일   |
| 10월 29일(화)                           | 3차전  | 도호쿠 라쿠텐 골든이글스 | 5 - 1  | 요미우리 자이언츠        | 도쿄 돔                           | 18시 18분 | 3시간 26분 | 44,940명 |
| 10월 30일(수)                           | 4차전  | 도호쿠 라쿠텐 골든이글스 | 5 - 6  | 요미우리 자이언츠        | 도쿄 돔                           | 18시 18분 | 4시간 7분  | 44,968명 |
| 10월 31일(목)                           | 5차전  | 도호쿠 라쿠텐 골든이글스 | 4 - 2  | 요미우리 자이언츠        | 도쿄 돔                           | 18시 17분 | 3시간 49분 | 44,995명 |
| 11월 1일(금)                            | 이동일 | 이동일                   | 이동일 | 이동일                   | 이동일                            | 이동일    | 이동일     | 이동일   |
| 11월 2일(토)                            | 6차전  | 요미우리 자이언츠        | 4 - 2  | 도호쿠 라쿠텐 골든이글스 | 일본제지 클리넥스 스타디움 미야기 | 18시 35분 | 3시간 16분 | 25,271명 |
| 11월 3일(일)                            | 7차전  | 요미우리 자이언츠        | 0 - 3  | 도호쿠 라쿠텐 골든이글스 | 일본제지 클리넥스 스타디움 미야기 | 18시 35분 | 3시간 15분 | 25,249명 |
| 우승: 도호쿠 라쿠텐 골든이글스(첫 우승) |        |                          |        |                          |                                   |           |            |          |

## 일본 시리즈 경기 결과

### 1차전
- 10월 26일 - 일본제지 클리넥스 스타디움 미야기

| 팀 | 1 | 2 | 3 | 4 | 5 | 6 | 7 | 8 | 9 | R | H | E |
| 요미우리 | 0 | 0 | 0 | 0 | 1 | 0 | 0 | 1 | 0 | 2 | 4 | 1 |
| 라쿠텐 | 0 | 0 | 0 | 0 | 0 | 0 | 0 | 0 | 0 | 0 | 9 | 1 |
| 승리 투수: 우쓰미 데쓰야(1-0) 패전 투수: 노리모토 다카히로(0-1) 세이브: 니시무라 겐타로(1S) 홈런: 요미우리 – 무라타 슈이치(8회 1점) |   |   |   |   |   |   |   |   |   |   |   |   |

#### 경기 개요
도호쿠 지방에서 처음으로 개최된 일본 시리즈는 계투로 요미우리가 라쿠텐을 완봉승으로 거두며 선승, 라쿠텐은 창단 이후 최초로 일본 시리즈에 진출했지만 경기에서는 패했다. 요미우리는 5회초에 조노 히사요시의 우전 적시타를 날린 데 이어 8회초에 무라타 슈이치의 솔로 홈런으로 2점을 보탰으며 투구 면에서는 2회 이후로 매 이닝 주자의 출루를 허용하면서도 선발로 나선 우쓰미 데쓰야가 6회까지, 그 이후로는 스캇 매티슨, 야마구치 데쓰야, 니시무라 겐타로 등의 계투진이 탄탄한 투구를 선보여 완봉승을 거뒀다. 라쿠텐은 선발로 나서 호투를 펼친 노리모토 다카히로를 타선이 뒷받침해 주지 못하여 요미우리를 앞서는 9개의 안타를 날렸음에도 불구하고 득점을 올리지 못했다. 5회말 1루 상황에서는 시마 모토히로의 치고달리기로 1루 주자 마쓰이 가즈오가 호세 셀레스티노 로페스의 호송구로 3루에서 아웃되었고 8회에도 2사 1, 2루 상황에서 마쓰이가 좌익 방향으로 때려낸 플라이성 타구를 가메이 요시유키에 의해 잡아내는 등 득점을 연결할 수 없었다.
이 경기의 전날부로 일본 야구 기구 커미셔너인 가토 료조가 사임한 탓에 통일구 도입 이후로 커미셔너의 이름이 새겨졌던 사용구에는 이름이 들어가지 않았고 이 날부터 커미셔너 대행을 맡은 미야우치 요시히코는 이 경기에 나타나지 않았다.

#### 기록(1차전)
팀
- 일본 시리즈 첫 경기 : 라쿠텐 ※1979년 긴테쓰 이후 34년 만이며, 14번째 구단
- 일본 시리즈 구단 첫 패전팀 : 라쿠텐
- 계투에 의한 완봉 : 요미우리(27번째)

개인
- 신인 선발 투수 : 노리모토 다카히로(라쿠텐, 역대 18번째이자 23번째) ※1차전에서의 선발은 61년 만의 일이며 일본 시리즈 역대 3번째
- 신인 첫 등판·첫 선발 : 상동, 일본 시리즈 역대 13번째[8]
- 신인 두 자릿수 탈삼진 : 10탈삼진(상동) ※2000년의 다카하시 히사노리(요미우리) 이래 13년 만의 일이며 일본 시리즈 역대 2번째
- 통산 홀드 : 야마구치 데쓰야(6홀드, 요미우리) ※오치 다이스케(요미우리)와 자신의 기록을 경신했고 일본 시리즈 역대 단독 1위

### 2차전
- 10월 27일 - 일본제지 클리넥스 스타디움 미야기

| 팀 | 1 | 2 | 3 | 4 | 5 | 6 | 7 | 8 | 9 | R | H | E |
| 요미우리 | 0 | 0 | 0 | 0 | 0 | 0 | 0 | 1 | 0 | 1 | 3 | 0 |
| 라쿠텐 | 0 | 0 | 0 | 0 | 0 | 1 | 1 | 0 | X | 2 | 9 | 0 |
| 승리 투수: 다나카 마사히로(1-0) 패전 투수: 스가노 도모유키(0-1) 홈런: 요미우리 – 데라우치 다카유키(8회 1점) |   |   |   |   |   |   |   |   |   |   |   |   |

#### 경기 개요
라쿠텐이 다나카 마사히로의 매 이닝 12 탈삼진과 3피안타 1실점의 호투에 힘입어 완봉승을 거두면서 일본 시리즈에서 구단 첫 승리를 거둠과 동시에 1승 1패의 타이 상황이 됐다. 라쿠텐은 6회말 1사 2루 상황에서 그 전날 경기에서 요미우리의 선취점 계기가 됐던 실책을 줄였고 전날 5타수 무안타에 그쳤던 긴지가 느슨하게 들어온 슬라이더를 때려내 중전 적시타를 날려 1점을 먼저 따냈다. 7회말 2사 1, 3루 상황에서 후지타 가즈야의 2루 땅볼이 미묘한 판정으로 내야 안타로 인정되자 요미우리의 하라 다쓰노리 감독이 거세게 항의했으나 판정은 번복되지 않으면서 라쿠텐이 2점째를 만들었다. 반면 요미우리 타선은 8회 데라우치 다카유키의 솔로 홈런으로 1점을 올리는 데 그쳤고 4회초 2사 1, 3루 상황과 6회초 2사 만루 상황에서 두 차례 모두 로페즈가 범퇴를 당하는 바람에 선발로 나섰던 스가노 도모유키를 지원할 수 없었다.

#### 기록(2차전)
팀
- 일본 시리즈 구단 첫 승리 : 라쿠텐
- 매 이닝 삼진 : 요미우리, 일본 시리즈 역대 8번째
- 일본 시리즈 통산 1000삼진 : 요미우리, 9회에 사카모토 하야토가 다나카 마사히로로부터 기록, 일본 시리즈 사상 최초

개인
- 신인 선발 투수 : 스가노 도모유키(요미우리) ※일본 시리즈 역대 19명째이자 24번째
- 신인 첫 등판·첫 선발 : 상동 ※일본 시리즈 역대 14명째
- 두 자릿수 탈삼진 : 다나카 마사히로(라쿠텐) ※일본 시리즈 역대 18명째이자 20번째
- 매 이닝 탈삼진 : 상동 ※일본 시리즈 역대 3명째

### 3차전
- 10월 29일 - 도쿄 돔

| 팀                                                                                              | 1 | 2 | 3 | 4 | 5 | 6 | 7 | 8 | 9 | R | H  | E |
| 라쿠텐                                                                                          | 0 | 4 | 0 | 0 | 0 | 0 | 0 | 1 | 0 | 5 | 13 | 1 |
| 요미우리                                                                                        | 0 | 0 | 0 | 0 | 0 | 0 | 0 | 1 | 0 | 1 | 6  | 0 |
| 승리 투수: 미마 마나부(1-0) 패전 투수: 스기우치 도시야(0-1) 홈런: 요미우리 – 야노 겐지(8회 1점) |   |   |   |   |   |   |   |   |   |   |    |   |

#### 경기 개요
라쿠텐이 선발로 출전한 야수 전원이 13안타를 기록하자, 요미우리의 선발 투수였던 스기우치 도시야를 2회 도중에 강판시켰다. 이처럼 라쿠텐은 타선에서 요미우리를 압도했고 선발로 나섰던 미마 마나부의 호투도 더해져 5대 1로 승리를 거두는 등 대전 성적을 2승 1패로 돌려놓았다. 라쿠텐은 2회초에 2사 만루 상황에서 후지타, 긴지의 연속 2루타로 4점을 먼저 따냈고, 8회초에도 추가점을 보태 경기의 승패를 결정지었다. 요미우리는 미마를 상대로 6회 중반까지 무볼넷과 4안타에만 그쳤고 6회에 미마가 불미스러운 사고로 마운드에서 내려온 뒤 뒤를 이어 등판한 케니 레이를 상대로 8회말에 야노 겐지의 솔로 홈런에 의한 1점을 올릴 때까지 2와 1/3이닝 동안 무실점에 그쳤다. 요미우리는 그 때까지의 3경기에서 다카하시 요시노부, 로페즈가 무안타를 기록했고 아베 신노스케가 1안타에 그치는 등 타선이 극도의 부진을 보였다.

#### 기록(3차전)
팀
- 선발 출전한 야수 전원 안타 : 라쿠텐, 13안타

개인
- 퍼시픽 리그 최고령 등판 투수 : 사이토 다카시(라쿠텐), 43세 8개월[11][12]
- 최고령 공백 출장 : 사이토 다카시(라쿠텐) ※요코하마 시절이던 1998년 이래 15년 만이자 타이 기록, 투수에서는 신기록[13]

### 4차전
- 10월 30일 - 도쿄 돔

| 팀 | 1 | 2 | 3 | 4 | 5 | 6 | 7 | 8 | 9 | R | H  | E |
| 라쿠텐 | 3 | 1 | 0 | 0 | 0 | 1 | 0 | 0 | 0 | 5 | 10 | 2 |
| 요미우리 | 1 | 0 | 0 | 2 | 2 | 0 | 1 | 0 | X | 6 | 7  | 0 |
| 승리 투수: 스캇 매티슨(1-0) 패전 투수: 하세베 고헤이(0-1) 세이브: 야마구치 데쓰야(1S) 홈런: 라쿠텐 – 앤드루 존스(1회 3점) |   |   |   |   |   |   |   |   |   |   |    |   |

#### 경기 개요
요미우리가 역전승을 거둠으로써 승부는 다시 2승 2패로 원점이 됐다. 요미우리는 전날까지 일본 시리즈 내내 무안타로 부진에 시달렸던 로페즈와 다카하시를 제외시키는 등 타선을 새로 짰다. 경기 초반 라쿠텐에게 4점을 내주었으나 1회부터 5회말까지 점수를 서서히 쌓으며 5대 4로 뒤집었다. 그 후 라쿠텐이 따라붙었지만 요미우리는 7회말에 1사 1, 2루 상황에서 데라우치가 결승점이 되는 적시타를 날려 또 다시 역전했다. 그 후 매티슨과 야마구치가 각각 중간 계투로 등판해 팀 승리를 이끌었다. 라쿠텐 투수진은 선발이었던 짐 하우저가 3이닝 동안 4개의 볼넷과 1개의 몸에 맞는 볼을 던지는 등 이번 경기만으로도 12개의 4사구를 기록했는데 경기 종료 후 호시노 센이치 감독은 볼넷이 많았다는 것이 팀 패배의 원인으로 꼽았다.
한편 이 경기에 앞서 전 요미우리 선수이자 감독이었던 가와카미 데쓰하루가 사망(향년 93세)했다는 사실이 알려지자 양팀 선수들은 근조 리본을 단 채로 경기를 진행했고 경기 전에는 가와카미의 업적을 기리는 비디오 상영과 묵념을 거행했다.

#### 기록(4차전)
팀
- 4사구 : 12개[16](라쿠텐) ※일본 시리즈 타이 기록(2번째)[17][18]

개인
- 퇴장 처분 : 미야가와 쇼(라쿠텐) ※역대 3번째이며 4회말에 데라우치 다카유키와 상대하던 중 머리 부분에 빈볼을 던지면서 심판이 이것을 위협구로 간주하여 퇴장 처분을 내렸다. 위협구에 의한 퇴장 처분은 역대 2번째이다.[19]
- 구단 첫 홈런 : 앤드루 존스(라쿠텐), 1회에 D. J. 홀튼으로부터 3점 홈런

### 5차전
- 10월 31일 - 도쿄 돔(연장 10회)

| 팀 | 1 | 2 | 3 | 4 | 5 | 6 | 7 | 8 | 9 | 10 | R | H  | E |
| 라쿠텐 | 0 | 0 | 2 | 0 | 0 | 0 | 0 | 0 | 0 | 2  | 4 | 10 | 0 |
| 요미우리                                                                                                  | 0 | 0 | 0 | 0 | 0 | 0 | 1 | 0 | 1 | 0  | 2 | 4  | 1 |
| 승리 투수: 노리모토 다카히로(1-1) 패전 투수: 니시무라 겐타로(0-1) 홈런: 요미우리 – 무라타 슈이치(7회 1점) |   |   |   |   |   |   |   |   |   |    |   |    |   |

#### 경기 개요
이 시리즈 최초의 연장전이 된 경기는 연장 10회에 결승점을 올린 라쿠텐이 3승 2패의 성적을 기록하여 승리하였다. 라쿠텐은 3회에 적시타를 2개나 때려내는 등 4경기 연속으로 선제점을 올렸고 선발로 나선 가라시마 와타루는 5이닝을 1피안타 무실점으로 막아냈으며 6회부터는 1차전 선발 투수였던 노리모토가 구원으로 등판했다. 요미우리는 7회말에 무라타의 솔로 홈런으로 1점을 만회한 데 이어 막판인 9회말에도 무라타가 1사 1, 3루 상황에서 동점 적시타를 때려내며 연장전에 들어갔다. 10회초에 라쿠텐은 선두 타자인 노리모토가 니시무라에게서 볼넷으로 출루한 뒤 1사 1, 2루 상황에서 긴지가 중전 안타를 날리자 노리모토가 홈에 들어오며 앞서 나가기 시작했고 이 후 존스의 결승 적시타로 1점을 더 보탰다. 그 후 10회 말에 계속 투입된 노리모토가 3자 범퇴로 막아내 경기를 마쳤다. 요미우리 타선은 이 날도 4안타 2점에 그쳤으며 3번 타자 사카모토, 4번 타자 아베는 무안타를 기록했다.

#### 기록(5차전)
팀
- 연속 두 자릿수 안타 경기 : 3경기(라쿠텐) ※타이 기록, 역대 14번째[21]

개인
- 신인 승리 투수 : 노리모토 다카히로(라쿠텐) ※역대 14명째이자 17번째[21]

### 6차전
- 11월 2일 - 일본제지 클리넥스 스타디움 미야기

| 팀 | 1 | 2 | 3 | 4 | 5 | 6 | 7 | 8 | 9 | R | H  | E |
| 요미우리 | 0 | 0 | 0 | 0 | 3 | 1 | 0 | 0 | 0 | 4 | 12 | 2 |
| 라쿠텐 | 0 | 2 | 0 | 0 | 0 | 0 | 0 | 0 | 0 | 2 | 3  | 1 |
| 승리 투수: 스가노 도모유키(1-1) 패전 투수: 다나카 마사히로(1-1) 세이브: 스캇 매티슨(1S) 홈런: 요미우리 – 호세 셀레스티노 로페스(5회 2점) |   |   |   |   |   |   |   |   |   |   |    |   |

#### 경기 개요
요미우리가 그 해 시즌 공식전부터 일본 시리즈에 걸쳐 연승을 이어간 다나카를 공략해 3승 3패라는 성적을 만들면서 역습에 나섰다. 이 경기에서도 선제점을 올린 라쿠텐이었는데 2회말 1사 2, 3루 상황에서 시마의 내야 땅볼을 때려내며 1점을 먼저 따냈고 로페즈의 실책에 힘입어 이 회에 2점을 올렸다. 요미우리는 이 시리즈에서 2안타로 극도의 부진을 겪었던 사카모토가 5회초에 2루타를 때려낸 것을 기점으로 이 경기의 시작까지 포스트 시즌 내내 무안타로 극심한 부진을 겪고 있던 로페즈가 2점 홈런을 때려내 동점을 만들었다. 그 후 다카하시도 적시타를 때려내면서 5회에 3점을 올리면서 역전됐다. 6회초 로페즈의 내야 땅볼로 1점을 추가했고 7회부터는 야마구치, 매티슨이 각각 구원 등판하여 팀 승리를 이끌었다. 선발 투수인 스가노는 라쿠텐 타선을 6번까지 무안타로 막아내는 등 7이닝 동안 3피안타 2실점의 호투로 승리 투수가 됐다.
라쿠텐은 그때까지 3승 2패의 성적으로 우세를 보여 연고지인 센다이로 돌아와 이 해의 정규 시즌에서 불패를 자랑하는 에이스를 세웠으나 12피안타 4실점을 내주는 바람에 다나카는 완투했음에도 불구하고 패전 투수가 됐다. 포스트 시즌을 비롯한 공식전에서 다나카는 작년 8월 19일 패전 투수가 된 이래 440일 만에 이 해에 들어서는 처음으로 패전 투수가 되었고 포스트 시즌을 비롯한 공식전에서의 연승 기록은 30경기에서 중단됐다. 또한 4실점은 2013년 시즌 등판 기록으로서는 최악의 성적이었다.

#### 기록(6차전)
- 신인 승리 투수 : 스가노 도모유키(요미우리) ※역대 15명째이자 18번째[24]
- 통산 홀드 : 야마구치 데쓰야(7홀드, 요미우리) ※자신의 기록을 경신[24]

### 7차전
- 11월 3일 - 일본제지 클리넥스 스타디움 미야기

| 팀 | 1 | 2 | 3 | 4 | 5 | 6 | 7 | 8 | 9 | R | H | E |
| 요미우리 | 0 | 0 | 0 | 0 | 0 | 0 | 0 | 0 | 0 | 0 | 5 | 1 |
| 라쿠텐 | 1 | 1 | 0 | 1 | 0 | 0 | 0 | 0 | X | 3 | 8 | 1 |
| 승리 투수: 미마 마나부(2-0) 패전 투수: 스기우치 도시야(0-2) 세이브: 다나카 마사히로(1S) 홈런: 라쿠텐 – 마키다 아키히사(4회 1점) |   |   |   |   |   |   |   |   |   |   |   |   |

#### 경기 개요
양팀 모두 3승 3패로 맞이한 7차전에서는 라쿠텐이 계투에 의한 완봉으로 3대 0으로 승리함에 따라 처음으로 일본 시리즈 정상에 올랐다. 이 날 경기의 선발 투수는 3차전 때 등판했던 미마와 스기우치였다. 라쿠텐은 1회말에 요미우리 사카모토의 실책으로 2차전에서 6경기 연속으로 선제점을 올렸고 2회말에는 오카지마 다케로가 2루 적시타를 날려 2대 0으로 앞서가기 시작했다. 요미우리는 선발 스기우치에서 사와무라 히로카즈로 교체했지만 4회말 마키다 아키히사가 솔로 홈런을 때려내며 3대 0의 상황이 됐다. 5회부터 요미우리는 우쓰미가 등판했고 라쿠텐은 6회까지 무실점의 호투를 펼쳤던 미마의 뒤를 이어 노리모토가 7회부터 등판했다. 양팀 모두 추가점을 올리지 못하다가 9회초에 라쿠텐은 전날 160개의 공을 던져 완투했던 다나카가 등판을 자청했다. 2개의 안타를 허용하여 2사 1, 3루 상황이 됐지만 마지막에는 대타 야노를 헛스윙 삼진으로 잡아내 경기가 종료되면서 라쿠텐은 일본 시리즈 우승을 차지했고 다나카는 세이브를 올려 헹가래 투수가 됐다. 라쿠텐의 선발 투수 미마는 2승째를 따내면서 일본 시리즈 MVP를 차지했다.
라쿠텐은 창단 9년 만에 처음으로 일본 시리즈 정상에 올랐고 호시노 센이치 감독은 통산 4번째로 출전한 일본 시리즈에서 처음으로 우승을 이끄는 쾌거를 이뤘다. 또한 일본 시리즈 첫 출전 우승(팀 운영회사 양도의 경우는 제외)은 1978년에 야쿠르트 스왈로스가 달성한 이래 35년 만이었고 팀으로서는 7번째였다. 작년도 일본 시리즈 정상에 올랐던 요미우리는 40년 만의 연패를 노렸으나 유종의 미를 거두는 데는 실패했다.

#### 기록(7차전)
팀
- 계투에 의한 완봉 : 라쿠텐, 28번째[26]

### 기록(일본 시리즈 통산)
팀
- 구단 첫 우승 : 라쿠텐(창단 9년째) ※1985년 한신 이후 28년 만이며 12번째 구단
- 첫 출장 첫 우승 : 라쿠텐 ※1978년 야쿠르트 이후 35년 만이며 7번째 구단[27]
- 퍼시픽 리그 첫 우승 : 라쿠텐 ※1975년 한큐 이후 38년 만이며 6번째 구단
- 퍼시픽 리그 첫 출장·첫 우승 : 라쿠텐 ※1962년 도에이 이후 51년 만이며 3번째 구단
- 7경기 최소 홈런 : 2개(라쿠텐) ※타이 기록, 5번째[26]
- 7경기 최소 병살타 : 2개(라쿠텐) ※타이 기록, 3번째[26]
- 팀 타율 : 0.182(요미우리) ※구단 최악의 기록, 타율 1할 대는 13번째 구단[28]

개인
- 최우수 평균 자책점(10이닝 이상) : 미마 마나부(0.00, 라쿠텐) ※타이 기록, 4번째[26]
- 최다 보살(2루수) : 데라우치 다카유키(28개, 요미우리) ※타이 기록, 3번째[26]
- 최고령 출장 감독 : 호시노 센이치(66세, 라쿠텐)[27]
- 최고령 우승 감독 : 상동
- 완투 승리와 세이브를 기록 : 다나카 마사히로(라쿠텐) ※2차전에서 완투 승리, 7차전에서 세이브, 6번째[29]

## 수상 선수
MVP
- 미마 마나부(라쿠텐)

2승 무패, 평균 자책점 0.00(11과 2/3이닝, 무자책점). 3차전과 7차전에 선발 등판하여 모두 무실점으로 막아내 2승을 올렸다.
감투상
- 조노 히사요시(요미우리)

타율 0.269(26타수 7안타), 4타점. 팀내 최고 타율을 기록했다.
우수 선수상
- 다나카 마사히로(라쿠텐)

1승 1패 1세이브, 평균 자책점 2.37(19이닝, 4자책점). 선발 등판한 2차전과 6차전에서 모두 완투하였고 자신의 강한 의지로 7차전에도 등판해 헹가래 투수가 됐다.
- 긴지(라쿠텐)

타율 0.241(29타수 7안타), 5타점. 2차전에서 6회말에 결승점이 되는 선제 적시타, 5차전에서도 연장 10회초에 결승 적시타를 때려내는 활약을 보였다.
- 우쓰미 데쓰야(요미우리)

1승 무패, 평균 자책점 1.20(15이닝, 2자책점). 1차전과 5차전에 선발로 나와 1차전에서는 승리 투수, 7차전에서도 중간 계투로 등판하는 등 좋은 성적을 남겼다.
MVP와 감투 선수상, 우수 선수상에 이어 일본 야구 기구의 스폰서인 코나미에서 아래 5개의 개인상이 추가되었는데 수상 선수에게는 코나미로부터 상금이 수여됐다. 그리고 ‘특별상’의 수상 선수는 대회 기간 중 코나미 홈페이지를 통해서 팬 투표로 결정됐다.
- 모두가 선택하는 코나미상 : 다나카 마사히로(라쿠텐)
- 드림 나인상 : 후지타 가즈야(라쿠텐)

5차전에서의 연장 10회초에 몸에 맞는 볼이 있었지만 플레이를 계속했다.
- BASEBALL HEROES상 : 가메이 요시유키(요미우리)

1차전에서의 8회말, 마쓰이 가즈오가 때려낸 타구를 호수비로 처리하여 팀 승리에 기여했다.
- 파워풀 프로 야구상 : 긴지(라쿠텐)
- 프로 야구 스피리츠상 : 미마 마나부(라쿠텐)

## 같이 보기
- 2013년 퍼시픽 리그 클라이맥스 시리즈
- 2013년 센트럴 리그 클라이맥스 시리즈
- 2013년 아시아 시리즈